# DAT-Liste
Die DAT-Liste wurde von der Deutschen Automobil Treuhand GmbH (DAT) unter dem Titel Marktspiegel herausgegeben. Sie diente als Kalkulationsgrundlage zur Ermittlung des Händlereinkaufs- und Verkaufswerts eines gebrauchten Fahrzeugs. Seit 1987 werden die Ergebnisse der DAT-Marktbeobachtung in Daten- und Informationssystemen für die Gebrauchtfahrzeugbewertung unter Berücksichtigung aller wertbeeinflussender Faktoren genutzt.
Zum Jahreswechsel 2023/24 stellte die DAT den gedruckten Marktspiegel ein.  

## Ähnliche Listen
- Neben der DAT-Liste gibt es seit 1957 die Schwacke-Liste mit ähnlicher Funktion, die aber seit Anfang 2020 für Privatpersonen nicht mehr einsehbar ist.